# Maxi Pereira
Victorio Maximiliano "Maxi" Pereira Páez (n. 8 iunie 1984, Montevideo) este un fotbalist uruguayan retras din activitate, care a evoluat pe postul de fundaș.

## Cariera la club
Pereira și-a început cariera de profesionist în sezonul 2002-03 jucând pentru Defensor Sporting. Nu i-a trebuit mult timp să se adapteze, el devenind un element important al echipei alături de Álvaro González, marcând în acel sezon 16 goluri.

## Palmares

### Club
Benfica
- Primeira Liga: 2009–10[2] 2013–14,[3] 2014–15[4]
- Taça de Portugal: 2013–14;[5]
- Taça da Liga (6):  2008–09,[6] 2009–10[7] 2010–11,[8] 2011–12,[9] 2013–14,[10] 2014–15
- Supertaça Cândido de Oliveira: 2014;[11]
- UEFA Europa League

Finalist: 2012–13, 2013–14

### Internațional
Uruguay
- Copa América: 2011[14]